# Lobaye
Lobaye – prefektura w Republice Środkowoafrykańskiej z siedzibą w Mbaïki. Wchodzi w skład regionu Plateaux.
Prefektura rozciąga się w środkowej części kraju, od południa graniczy z Kongiem. Na południowym zachodzie Lobaye graniczy z prefekturą Sangha-Mbaéré, na północnym zachodzie z prefekturą Mambéré-Kadéï i od północnego wschodu z prefekturą Ombella-Mpoko. 
Powierzchnia Lobaye wynosi 19 235 km². W 1988 miejscowość zamieszkiwało 156 329, a w 2003 roku 246 875 osób.

## Administracja
W skład Lobaye wchodzi 5 podprefektur (sous-préfectures) i 12 gmin (communes):
- podprefektura Boda
  - Boda
- podprefektura Boganangone
  - Boganangone
- podprefektura Boganda
  - Boganda
- podprefektura Mbaïki
  - Balé-Loko
  - Bogongo Gaza
  - Léssé
  - Mbata
  - Mbaiki
  - Moboma
  - Nola
- podprefektura Mongoumba
  - Mongoumba

## Miasta
Trzy główne miasta prefektury to: Mbaïki, Boda oraz Mongoumba.

## Znane osoby
Barthélémy Boganda - polityk, uważany za twórcę Republiki Środkowoafrykańskiej,
David Dacko - b. dyktator Republiki Środkowoafrykańskiej,
Jean-Bedel Bokassa - polityk, były przywódca Republiki Środkowoafrykańskiej.